# Confidential Informant
Pour plus de détails, voir Fiche technique et Distribution.
Confidential Informant est un film américain réalisé par Michael Oblowitz, sorti en 2023.

## Synopsis
Un policier atteint d'un cancer passe un accord avec un informateur pour qu'il se fasse tuer dans l'exercice de sa fonctions et que sa famille puisse en bénéficier financièrement.

## Fiche technique
- Titre : Confidential Informant
- Réalisation : Michael Oblowitz
- Scénario : Michael Kaycheck, Michael Oblowitz et Brooke Nasser
- Musique : Roy Hay et DJ Muggs
- Photographie : Chris Squires
- Montage : Robert A. Ferretti et Jeff Katz
- Production : Daniel Cummings, David Fleming, Michelle O'Reilly, Sean Patrick O'Reilly et Michael Oblowitz
- Société de production : BondIt Media Capital, Buffalo 8 Productions, Grindstone Entertainment Group et Red Sea Media
- Pays :  États-Unis
- Genre : Action, policier et thriller
- Durée : 88 minutes
- Dates de sortie : 
  - États-Unis : 27 juin 2023 (Internet)
  - Disponible pour la France en VOD : 12 Décembre 2024

## Distribution
- Mel Gibson (VF : Emmanuel Jacomy) : Lieutenant Kevin Hickey
- Dominic Purcell : Inspecteur Tom Moran
- Nick Stahl : Inspecteur Michael Thornton
- Kate Bosworth : Anna Moran
- Erik Valdez : Carlos
- Russell Richardson : William Learner
- Jon Lindstrom : Joe Mangano
- Meadow Williams : Jenny Sullivan
- Michael Kaycheck : Kurt Harnischer
- Shaquan Lewis : Jimmy O
- Arielle Raycene : Ginger
- Jonah Bubbico : Mark Moran
- Dianna Camacho : Inspecteur Cruz
- Alvin Sanders : Gary
- Andrea Abreu : Marisol
- Manny Hernández : Renaldo

## Distinctions
Le film a été nommé au Razzie Award du pire second rôle masculin pour Mel Gibson.